# Nephodia vulgaris
Nephodia vulgaris är en fjärilsart som beskrevs av W. Warren 1894. Nephodia vulgaris ingår i släktet Nephodia och familjen mätare. Inga underarter finns listade i Catalogue of Life.